# 刘凤书
刘凤书（1951年—），辽宁绥中人，满族，中华人民共和国政治人物、第十一届全国人民代表大会内蒙古地区代表。
毕业于内蒙古管理干部学院工会管理专业。加入中共，担任红云烟草有限责任公司乌兰浩特卷烟厂厂长、党委书记。2008年起担任全国人大代表。